# Miasto Mali Lošinj
Miasto Mali Lošinj (chorw. Grad Mali Lošinj) – jednostka administracyjna w Chorwacji, w żupanii primorsko-gorskiej. W 2011 roku liczyła 8116 mieszkańców.